# Le Plessis-l'Échelle

Le Plessis-l'Échelle este o comună în departamentul Loir-et-Cher, Franța. În 1 ianuarie 2022 avea o populație de 58 de locuitori.